# 노래가 늘었어
〈노래가 늘었어〉는 가수 에일리의 노래이다. 2014년 1월 6일 발매되었다.